# 驷带
驷带（？—前536年），姬姓，驷氏，名带，字子上，谥定，是公孙夏的儿子，郑国的卿。

## 伯有之难
前543年七月二十四日，逃亡在外的郑卿伯有秘密潜入，进攻郑国的旧北门，驷带率领国人攻打伯有，两家都召请子产相助。子产对双方的争斗感到无奈，决定两不相帮。伯有最终失败被杀，子产为伯有的尸体穿上衣服，为他恸哭并收尸安葬。驷氏想要攻打子产。当国子皮为此发怒，称有礼的子产是国家的支柱，杀死子产将造成巨大的祸患。驷氏才中止了计划。
伯有之难发生的时候，子太叔正在从晋国返回的路上，听说发生祸难，不进入国境，让副手回来复命。八月初六，子太叔逃亡到晋国。驷带追赶他，到达酸枣，两人在这里结盟，把两件玉圭沉在黄河里表示诚意，又让公孙肸进入国都和诸位大夫结盟。十一日，子太叔再次回到国内。

## 薰隧之盟
前541年六月初九，由于公孙楚作乱的缘故，郑简公和郑国的大夫们在公孙段家里结盟。子皮、子产、公孙段、印段、子太叔、驷带在闺门外边私下结盟，盟地就在薰隧。公孙黑硬要参加结盟，让太史写下他的名字，而且称为“七子”。子产并不加讨伐。

## 死鬼事
前536年二月，有人梦见伯有披甲而行，说：“三月初二，我将要杀死驷带。明年正月二十七日，我又将要杀死公孙段。”到三月初二那一天，驷带死了，国人十分害怕。次年正月二十七日，公孙段死了，国人就越来越恐惧了。下一月，子产立了公子嘉的儿子公孙洩和伯有的儿子良止做大夫，来安抚伯有的鬼魂，事情才停了下来。